# Château de Kerlébot
Le château de Kerlébot est un édifice situé à Quéven, en France.

## Situation
Le château est situé sur le territoire de la commune de Quéven, au lieu-dit Kerlébot, dans le département du Morbihan, en région Bretagne.

## Description
Le château date du XVe siècle, maison enduite, à plan en équerre, plan double en profondeur, partie de plan asymétrique, couverte d'un toit à croupe, composée d'un corps longitudinal et d'une aile en retour. Deux petits corps postérieurs en appentis forment un plan asymétrique. La dépendance, vestiges du manoir, de plan allongé est construite en moellons de granite, son élévation antérieure montre un rang de boulins au niveau du comble à surcroît. Toiture  à longs pans recouverte d'ardoises, pignon couvert, croupe, appentis, noue. Escalier dans-œuvre : escalier tournant à retours avec jour, en charpente.

## Histoire
Manoir attesté au XVe siècle appartenant sans doute aux Le Plain, dont il subsiste des vestiges dans un corps de bâtiment allongé, peut-être les dépendances, avec pigeonnier. La tour postérieure carrée visible sur le cadastre de 1814 a disparu. Le manoir lui-même, d'après ses proportions sur le plan cadastral de 1814, était situé à l'emplacement de la maison, nommée château de Kerlébot, construite en rez-de-chaussée dans la première moitié du XIXe siècle. Elle est surélevée d'un étage à la fin du XIXe siècle. L'escalier à retours est également refait à la même époque.
Le château est inscrit à l'inventaire général du patrimoine culturel.